# Bupleurum ferganense
Bupleurum ferganense är en flockblommig växtart som beskrevs av O.A.Lincz. Bupleurum ferganense ingår i släktet harörter, och familjen flockblommiga växter. Inga underarter finns listade i Catalogue of Life.